# 龔萃肅
龔萃肅（？—？），别號雍塤（又号雝壎），廬州府合肥縣人。明朝政治人物。

## 生平
万历四十三年（1615年）乙卯科應天府鄉試舉人，四十四年（1616年）丙辰科進士，通政司觀政，四十六年授江西吉安府推官，本年本省鄉試同考。天启二年行取，六年任浙江道御史，巡视长芦盐政，疏请为魏忠贤建生祠，又上阁臣内外兼用疏以媚崔呈秀。七年加升太仆寺少卿，巡按真定。崇禎即位后，又转身弹劾阉党，崇禎元年（1628年）三月，起為山西按察使太原道，次年革职为民。

## 家族
祖父龔濂。父龔承先，舉人、知州。龔萃肅侄龔鼎孳是明末清初著名文學家、诗人。

## 引用
1. ↑  《萬曆四十四年丙辰科進士序齒録》
2. ↑  《萬曆四十四年丙辰科進士履歷》：龔萃肅，雝壎，書二房，辛卯三月十三日生。合肥人，乙卯二十六，会二百二十七，三甲二百五十二名。通政司政，戊午授吉安府推官，戊午本省同考，壬戌行取，丙寅授浙江道御史，本年差中城，长芦巡盐，丁卯加太仆寺少卿，真定巡按，戊辰升按察使，己巳为民。